# محمد هادي الطهراني
محمد هادي بن محمد أمين الطهراني (17 ديسمبر 1837 - 29 ديسمبر 1903) فقيه مسلم ومدرّس ديني إيراني في القرن 19م. ولد ونشأ في طهران وانتقل إلى أصفهان وقرأ بها على حسن المدرس ثم استقر في النجف وحضر على مرتضى الأنصاري قليلا، والمجدد الشيرازي والفاضل الإيرواني وعلي آل عبد الرسول. توفي في النجف ودفن في العتبة العلوية. من كتبه محجة العلماء في الأدلة العقلية والإتقان في الأصول الفقه والاستصحاب وتعارض الأدلة وتفسير آية النور وودائع النبوة ومنظومة في الكلام ومنظومة في النحو.

## سيرته
ولد محمد-هادي بن محمد-أمين الطهراني في طهران 20 رمضان 1253 هـ/ 17 ديسمبر 1837 م ونشأ بها. هاجر إلى أصفهان وقرأ بها على علماء منهم السيّد محمّد الشهشهاني وحسن المدرس. هاجر إلى كربلاء وحضر بها على عبد الحسين الطهراني، بعدها انتقل إلى النجف وحضر على مرتضى الأنصاري قليلا، والمجدد الشيرازي والفاضل الإيرواني وعلي آل عبد الرسول. برز في مقاماته العلمية وتفوق على كثير من زملائه في التدريس، وهو مدرّس ديني قدير تخرج عليه جمع من أهل العلم والفضل. رجع إلى طهران وكان بها من وجوه العلماء الجعفرية.

توفي في طهران 10 شوال 1321 هـ/ 29 ديسمبر 1903 م ونقل إلى النجف ودفن بالصحن الشريف بحجرة رقم 9.

## مؤلفاته
- رسالة عملية
- رسالة في رد الشيخية
- الرضوان في الفقه
- كتاب البيع
- محجة العلماء في الأصول أو محجة العلماء في الأدلة العقلية
- ودائع النبوة
- كتاب التوحيد
- الإتقان
- الاستصحاب
- تعارض الأدلة
- تفسير آية النور
- ودائع النبوة
- منظومة في الكلام
- منظومة في النحو.